# Tagkawayan
Tagkawayan là một đô thị cấp hai ở tỉnh Quezon, Philippines. Theo điều tra dân số năm 2007, đô thị này có dân số 46.878 người .

## Các đơn vị hành chính
Tagkawayan, về mặt hành chính, được chia thành 45 khu phố (barangay).
| - Aldavoc - Aliji - Bagong Silang - Bamban - Bosigon - Bukal - Cabugwang - Cagascas - Casispalan - Colong-colong - Del Rosario - Cabibihan - Candalapdap - Katimo - Kinatakutan | - Landing - Laurel - Magsaysay - Maguibuay - Mahinta - Malbog - Manato Central - Manato Station - Mangayao - Mansilay - Mapulot - Munting Parang - Payapa - Poblacion - Rizal | - Sabang - San Diego - San Francisco - San Isidro - San Roque - San Vicente - Santa Cecilia - Santa Monica - Santo Niño I - Santo Niño II - Santo Tomas - Seguiwan - Tabason - Tunton - Victoria |